# Peck's Bad Boy (1921)
Peck's Bad Boy is een Amerikaanse dramafilm uit 1921 onder regie van Sam Wood. Destijds werd de film in Nederland uitgebracht onder de titel Die drommelsche kwajongen.

## Verhaal
Henry Peck zet de hele stad op stelten door in een circus de leeuwenkooi open te zetten. Als straf verbiedt zijn vader hem naar het circus te gaan. Henry kan zijn vader zozeer bespelen dat hij uiteindelijk toch naar het circus mag. Daarmee zijn de kwajongensstreken van Henry echter niet afgelopen.

## Rolverdeling
| Acteur           | Personage               |
| ---------------- | ----------------------- |
| Jackie Coogan    | Henry Peck              |
| Wheeler Oakman   | Dr. Jack Martin         |
| Doris May        | Letty Peck              |
| Raymond Hatton   | Kruidenier              |
| James Corrigan   | George W. Peck          |
| Lillian Leighton | Mevrouw Peck            |
| Charles Hatton   | Buddy                   |
| K.T. Stevens     | Vriendinnetje van Henry |